# Шоу Еріка Андре
«Шоу Еріка Андре» (англ. The Eric Andre Show) — американський комедійний телесеріал, котрий почав виходити в етер 20 травня 2012 року. Прем'єра шоу відбулася на каналі Adult Swim, бо інші канали відмовляли. А Adult Swim якраз відомий своєю сміливістю і не цурається експериментальних серіалів та шоу.
Кожний епізод починається з потойбічного голосу, який сповіщає: "Пані та панове, це Шоу Еріка Андре!". Потім Ерік починає кричати та бігати по студії, трощачи усе, що трапляється під руку. Навіть ударнику перепадає цілком пристойно. Поки Ерік випускає пару, з'являються абсурдні ситуації, які виносять мозок. Коли енергія закінчується, посередині студії випливає стіл, пара крісел та стілець, на який і вміщується Ерік. У кадр виходить Ґаннібал, співведучий, який допомагає Еріку. Втомлений Ерік починає якийсь імпровізований монолог. Потім запрошуються гості: відомі, невідомі та фейкові пародисти відомих. Ерік ставить їм незручні питання, як на вечірніх шоу. Але тут вони дійсно незручні та змушують мовчати. Коли ситуація виходить з під контролю, з'являється напис: "Згодом повернемося!". Наступними кадрами стають пранки, які Ерік робив по всьому США. Декілька разів повертаються до студії і знов спілкуються з гостями. Під кінець шоу з'являється музичний гість, якого точно не запросять на відомі шоу.